# Jens Eckhoff (Musiker)

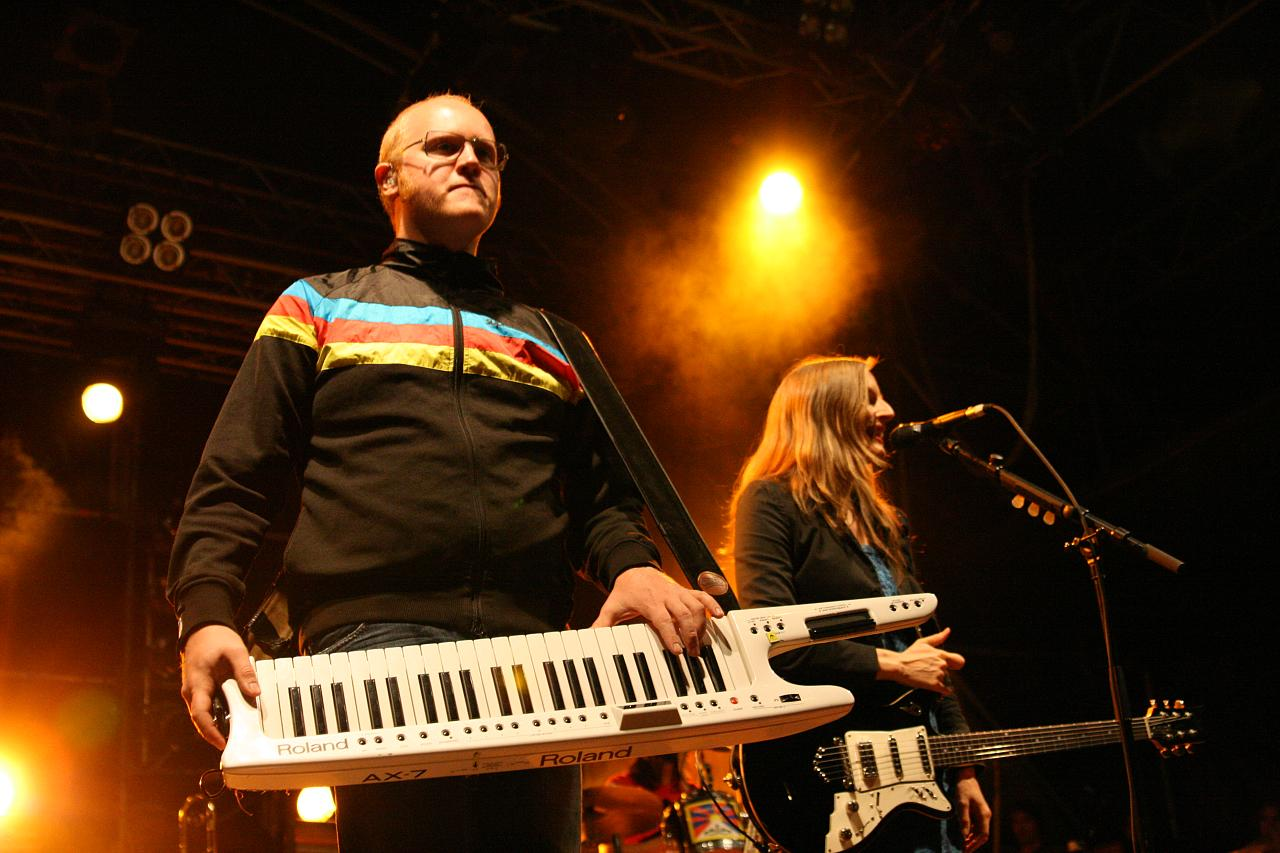
Jens Eckhoff alias Jean-Michel Tourette (2008)

Jens Eckhoff (alias Jean-Michel Tourette) (* 10. Juli 1975 in Hannover) ist ein deutscher Musiker, Komponist und Musikproduzent. Besonders bekannt wurde er als Mitglied der Band Wir sind Helden.

## Karriere
Jens Eckhoff studierte an der Hochschule für Musik und Theater in Hannover Diplom-Musikerziehung JazzRockPop mit Hauptfach E-Gitarre. Nachdem er beim Kontaktstudiengang Popularmusik (Popkurs) in Hamburg im Jahr 2000 Judith Holofernes und Pola Roy kennenlernte und mit ihnen gemeinsam Wir sind Helden gründete, brach er 2002 sein Studium ab, um sich komplett der Band zu widmen. Bis 2011 veröffentlichte die Gruppe vier Alben, spielte Tourneen und Festivals (u. a. Rock am Ring) und wurde unter anderem mit dem Echo für die beste Gruppe National ausgezeichnet.
Nachdem Wir sind Helden im April 2012 verkündete, auf unbestimmte Zeit zu pausieren, fing Eckhoff an mit unterschiedlichen Künstlern wie Bela B und Gisbert zu Knyphausen zu arbeiten. Das Album das Licht dieser Welt von zu Knyphausen, welches Jens Eckhoff produzierte, stieg im November 2017 auf Platz 10 in die deutschen Albumcharts ein.
Mit Stavros Ioannou schrieb er Songs für diverse Spielfilme (Die drei !!!, Unter deutschen Betten, Gut zu Vögeln), die dort unter anderem von Veronica Ferres und Jürgen Vogel gesungen wurden.
Im Jahr 2020 erarbeitete Eckhoff zusammen mit Knut Gminder ein Kindermusical auf der Vorlage des Kinderbuchklassikers „der Zauberer von Oz“, welches von Oktober 2022 bis Januar 2023 im GOP Varieté Theater in Hannover gespielt wurde.
Im Jahr 2022 komponierte er die Filmmusik zu dem Kinofilm Nordlicht.
Neben seiner künstlerischen Tätigkeit arbeitet Eckhoff als künstlerischer Leiter beim PopCamp, dem Spitzenförderprogramm für populäre Musik des deutschen Musikrates und als Dozent an der Popakademie Mannheim.

## Privates
Jens Eckhoff ist verheiratet mit Kornelia Eckhoff, die er bereits seit der gemeinsamen Grundschulzeit in Burgdorf kennt. Die beiden leben mit ihren zwei Söhnen Konrad (* 2009) und Karlo (* 2012) in Hannover.

## Diskografie

### Alben (Auszug)
- 2003: Die Reklamation (Wir sind Helden)
- 2005: Von hier an blind (Wir sind Helden)
- 2007: Soundso (Wir sind Helden)
- 2010: Bring mich nach Hause (Wir sind Helden)
- 2013: Bye (Bela B.)
- 2015: Ich bin frei (Taiga)
- 2015: Walk with me (Amigos del Camino)
- 2017: Das Licht dieser Welt (Gisbert zu Knyphausen)
- 2019: Die drei !!! der Originalsoundtrack (Various)
- 2019: Kristallkind (Laura Lato)
- 2021: Der Zauberer von Oz – ein Familienmusicalspektakel (Knut Gminder & Jens Eckhoff)

### Singles (Auszug)
- 2003: Guten Tag (Wir sind Helden)
- 2003: Müssen nur wollen (Wir sind Helden)
- 2003: Aurélie (Wir sind Helden)
- 2004: Denkmal (Wir sind Helden)
- 2005: Gekommen um zu bleiben (Wir sind Helden)
- 2005: Nur ein Wort (Wir sind Helden)
- 2005: Von hier an blind (Wir sind Helden)
- 2006: Wenn es passiert (Wir sind Helden)
- 2007: Endlich ein Grund zur Panik (Wir sind Helden)
- 2007: Soundso (Wir sind Helden)
- 2007: Kaputt (Wir sind Helden)
- 2008: die Konkurrenz (Wir sind Helden)
- 2010: Alles (Wir sind Helden)
- 2010: Bring mich nach Hause (Wir sind Helden)
- 2011: 23:55: Alles auf Anfang (Wir sind Helden)
- 2011: Die Ballade von Wolfgang und Brigitte (Wir sind Helden)
- 2013: Abserviert (Bela B.)
- 2015: Sommer ist vorbei (Taiga)
- 2017: Ich bin das Chaos (Judith Holofernes)
- 2017: Das Licht dieser Welt (Gisbert zu Knyphausen)
- 2019: Nichts als Kometen (Various)
- 2019: Asche der Nacht (Laura Lato)
- 2019: Es regnet (Laura Lato)
- 2019: Voodoo (Laura Lato)

## Auszeichnungen
1Live Krone
- 2003: Bester Newcomer
- 2004: Bester Live-Act
- 2005: Bestes Album (Von hier an blind)

ECHO Pop
- 2004: Bester nationaler Radio-Nachwuchs
- 2004: Bester Newcomer National
- 2004: Bestes deutsches Newcomer-Video
- 2006: Beste nationale Rock/Pop-Gruppe

European Border Breakers Award
- 2005: Die Reklamation

Praetorius Musikpreis
- 2005: Praetorius Förderpreis